# إدواردو لوبيز (موزع)
إدواردو لوبيز (بالإسبانية: Eduardo López Juarranz) (و. 1844 – 1897 م) هو موزع (موسيقى)، وملحن إسباني، ولد في مدريد، توفي في مدريد، عن عمر يناهز 53 عاماً.

## روابط خارجية
- إدواردو لوبيز على موقع ميوزك برينز (الإنجليزية)
- إدواردو لوبيز على موقع ديسكوغز (الإنجليزية)